# 嘉應子
嘉應子為廣東嘉應州（現廣東省梅州市）名產，故名。
化核嘉應子外觀為啡黑色，據稱具開胃、止咳的功效。產品行銷東南亞一帶，也是昔日香港常見的零食之一。
嘉應子不同陳皮梅：嘉應子以李子加糖、蜜、鹽漬餞而成；陳皮梅以梅子加陳皮、糖、蜜、鹽製成，後者酸味重。

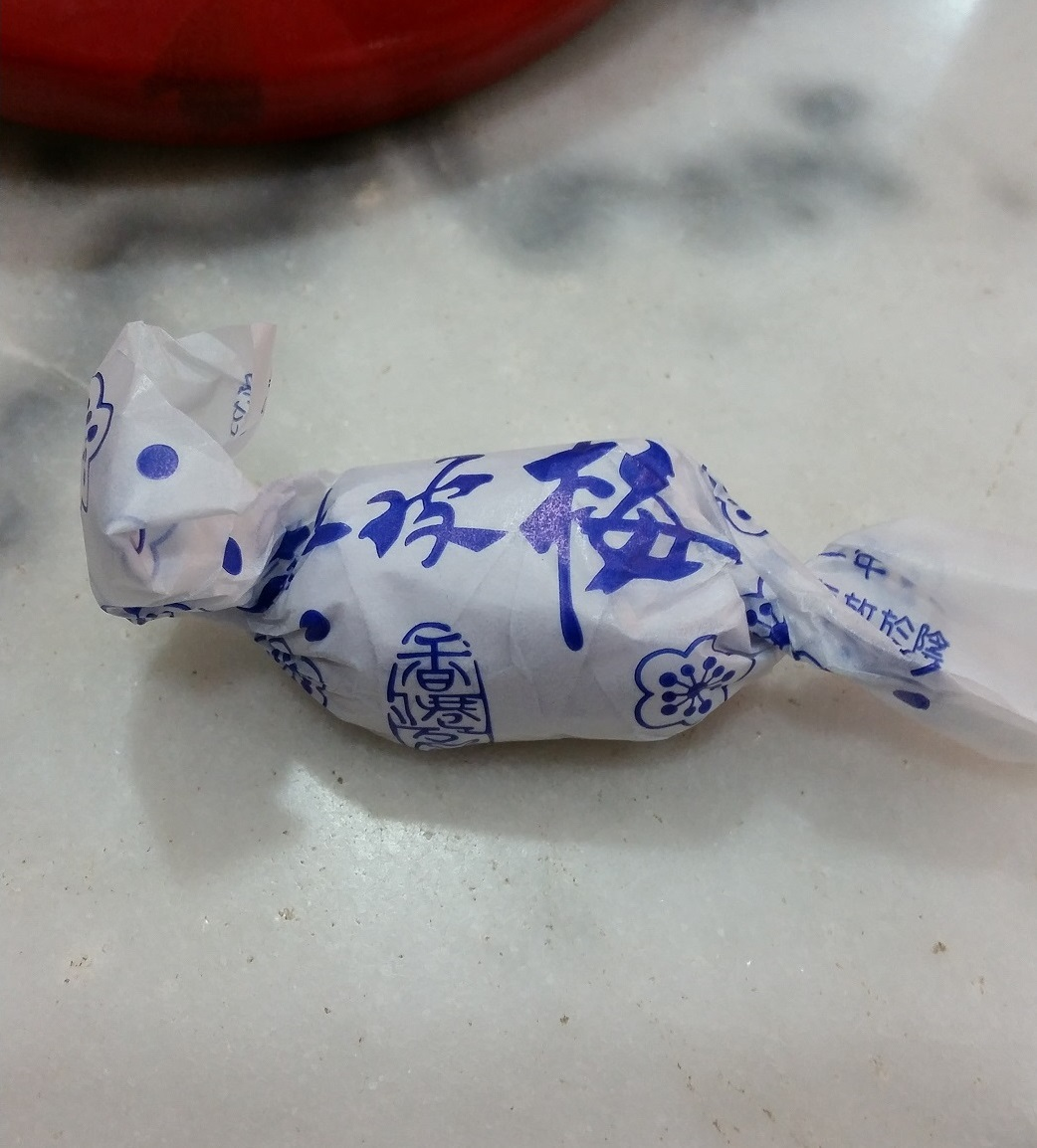
經加工的陳皮梅（嘉應子）